# Benjamin O'Fallon
Pour les articles homonymes, voir O'Fallon.
Benjamin O'Fallon (20 septembre 1793–17 décembre 1842) est un agent indien des États-Unis pour les tribus du Missouri dans les années 1820.

## Biographie
Benjamin O'Fallon est né le 20 septembre 1793 à Lexington au Kentucky. Son père, James, est venu d'Irlande en 1774 et a participé à la guerre d'indépendance des États-Unis en tant que chirurgien dans l'armée de George Washington. Sa mère, Frances « Fanny » Clark est la plus jeune sœur de George Rogers Clark et de William Clark. Son père meurt quelques mois après sa naissance et en 1807, Benjamin est pris en charge par son oncle William Clark qui l'emmène à Saint-Louis dans le Missouri.
À partir de 1816, il se lance dans le commerce avec les Amérindiens puis devient agent indien pour les tribus de la rivière Missouri et accompagne Henry Atkinson (en) lors de son expédition de la Yellowstone en 1819-1820. Au cours de cette expédition, O'Fallon tient des conseils avec les Kaws, Missouris, Otos, Omahas, Iowas et Pawnees. Atkinson et O'Fallon ont des opinions différentes quant à la politique indienne, et notamment le degré d'autorité que peut avoir le commandant militaire sur l'agent indien. Préoccupé par la menace potentielle des Britanniques dans le commerce de fourrures dans le Haut-Missouri, il accompagne Atkinson lors d'une seconde expédition en 1825 et affirme la domination américaine dans la région lors des conseils tenus avec les Amérindiens.
De santé fragile, il quitte son poste en décembre 1826 et se retire près de Saint-Louis. Il meurt le 17 décembre 1842.